# 터커 & 데일 Vs 이블
《터커 & 데일 Vs 이블》(영어: Tucker & Dale Vs Evil)은 일라이 크레이그 감독이 연출한 캐나다의 블랙 코미디 공포 영화이다. 슬래셔 영화 장르의 클리셰를 이용한 패러디 영화로, 아무것도 모르는 대학생 집단이 오두막에 사는 험상궂은 외모의 두 청년을 잔혹한 살인마로 오해하고 피해 망상에 시달리며 벌어지는 일을 그렸다. 타일러 러빈, 앨런 튜딕, 커트리나 보든, 제시 모스 등이 출연했다.
2024년 리메이크 영화 핸섬가이즈가 개봉되었다.

## 줄거리
서부 버지니아로 캠핑을 떠난 대학생들은 우연히 숲 속 외딴 오두막을 구입한 순박한 시골뜨기 터커와 데일을 만난다. 어리숙한 데일이 앨리슨에게 말을 걸려다 겁을 주고, 과거에 있었던 시골뜨기들의 대학살 사건을 들은 학생들은 그들을 위험 인물로 오해한다. 
물놀이 중 앨리슨이 다치는 사고가 발생하고, 터커와 데일은 그녀를 구해 오두막으로 데려간다. 앨리슨은 처음에는 겁을 먹지만 점차 그들과 친해진다. 한편, 학생들은 앨리슨이 납치당했다고 믿고 구출하러 나선다. 오해와 우연이 겹치면서 학생들은 스스로 죽거나 다치는 어처구니없는 상황들이 발생한다. 학생들은 이 모든 것을 터커와 데일의 소행이라고 믿고, 살아남기 위해 싸워야 한다고 생각한다. 
경찰이 도착하지만, 경찰마저 사고로 죽자 학생들은 완전히 공황 상태에 빠진다. 리더 격인 채드는 터커를 납치하여 고문하고 데일을 협박한다. 데일은 터커를 구하러 가고, 앨리슨은 학생들에게 모든 진실을 이야기하려 하지만 오히려 스톡홀름 증후군에 걸렸다고 비난받는다.
결국 터커와 데일, 그리고 앨리슨은 상황을 설명하려 하지만, 채드는 과거 대학살 사건의 생존자의 아들이었으며, 그 대학살을 일으킨 시골뜨기 중 한 명이 자신의 아버지였다는 사실이 밝혀진다. 혼란스러운 상황 속에서 화재가 발생하고, 다수의 학생이 죽고 채드는 심각한 부상을 입은 채 정신적으로 불안정해진다. 
터커와 데일, 앨리슨은 도망치지만, 결국 앨리슨은 채드에게 납치당한다. 채드는 앨리슨에게 "시골뜨기 편을 들었다"며 협박하지만, 데일이 나타나 그녀를 구출한다. 결국 채드는 어이없는 사고로 죽고, 사건은 자살 소동과 정신 나간 살인자의 소행으로 마무리된다. 
사건 이후, 터커는 병원에서 회복하고 데일은 앨리슨과 함께 볼링을 치러 간다. 데일은 다른 시골뜨기에게 용기를 북돋아 주지만, 또 다른 오해가 시작되며 영화는 마무리된다.

## 출연
- 타일러 러빈 - 데일 돕슨
- 앨런 튜딕 - 터커 맥기
- 커트리나 보든 - 앨리슨
- 제시 모스 - 채드
- 셸런 시먼스 - 클로이
- 필립 그레인저 - 거 보안관
- 브랜던 제이 매클래런 - 제이슨
- 크리스티 랭 - 나오미
- 트래비스 넬슨 - 척
- 알렉스 아르스노 - 토드
- 조지프 앨런 서덜랜드 - 마이크
- 캐런 리 - 셰릴
- 타이 에번스 - 채드의 아버지
- 위저 - 쟁거스

## 제작진
- 미술: 존 블래키
- 의상: 메리 하이드-카
- 세트: 숀 블래키
- 배역: 앤 맥카시
- 배역: 신 밀리켄